# Cinefotocolor
El Cinefotocolor és un procediment de color inventat per Daniel Aragonès i Puig a finals dels anys 40. Tot i que se li reconeix l'autoria, el Cinefotocolor no va arribar a patentar-se mai, ja que, segons ell mateix, temia que "l'afusellessin", com succeïa entre la dotzena de sistemes de color que llavors competien, que es copiaven els uns als altres només modificant petits aspectes.

## Història
Davant la impossibilitat de Daniel Aragonès d'importar el sistema Technicolor a Espanya, va decidir inventar-ne un de propi, el Cinefotocolor. Aquest procediment es basava en l'aplicació de dos negatius de blanc i negre a la càmera, a través d'un prisma acoblat a aquesta, per la qual cosa es dividia la llum, que es filtrava en dues tonalitats diferents: blau-violeta i vermell-taronja. D'aquesta forma, s'aconseguien dos negatius impressionats amb la mateixa imatge, però amb una única selecció de color. El material, també en blanc i negre, a l'hora de processar les còpies, passava dues vegades per l'estampadora, i era tenyit després de cada passada amb el color contrari al corresponent al negatiu utilitzat. El procediment per a copiar en una emulsió les dues imatges era molt complex, perquè consistia a positivar, revelar i tenyir dos cops la pel·lícula positiva. El to vermellós que el sistema atorgava a les cintes va fer que el Cinefotocolor s'acabés coneixent col·loquialment com a “Tomatecolor”.
La primera pel·lícula en color amb imatge real en què es va utilitzar el Cinefotocolor va ser En un Rincón de España, dirigida per Jerónimo Mihura el 1948. Ambientada a Tossa de Mar, va ser l'única pel·lícula que seguia el procediment ideat per Aragonés situada a Catalunya. A partir de llavors, el sistema s'utilitza gairebé de forma exclusiva pels rodatges de films folklòrics, ambientats a Andalusia. El rodatge d'interiors s'acostumava, tanmateix, a realitzar als Estudis Orphea, fins i tot gravant algunes escenes al Poble Espanyol de Montjuïc. A partir del tercer film que va utilitzar aquest procediment, Un soltero difícil (1950), dirigida per Manuel Tamayo, es va aconseguir solucionar els problemes de desdoblament o desenfocament de la imatge que provocaven els moviments de càmera en les dues cintes anteriors. El crític Sebastià Gasch va comentar a Destino: “Aquest sistema encara no és madur, té bastant d'imperfeccions, però és evident que a la llarga pot obtenir resultats més satisfactoris que el Technicolor nord-americà. No és tant de cromo i tampoc no és tan dur. No conté tants contrasts violents i és més suau. Matisa millor els colors i els gradua més delicadament; també és més lluminós i transparent. En els primers plans de rostres, per exemple, la cara adquireix bones transparències. El Cinefotocolor només té necessitat d'una exacta posada a punt que pugui servir al fi a què es destina”.
Una de les produccions més ambicioses que van utilitzar el sistema Cinefotocolor fou Érase una vez... (1950), una cinta de dibuixos animats basada en el conte clàssic de La Ventafocs, de la qual Alexandre Cirici i Pellicer va ser el director artístic i Josep Escobar el director d'animació.
Els laboratoris Cinefoto, del propi Aragonés i d'Antoni Pujol s'encarregaven del revelatge i el tintatge de les còpies dels fims que es realitzaven en Cinefotocolor. En un intent d'obrir mercats, ambdós es van convertir per primer cop en productors amb la coproducció hispano-nord-americana Muchachas de Bagdad (1952), dirigida per Edgar G. Ulmer i Jerónimo Mihura.
Seguin el procés de Cinefotocolor, també es va realitzar El lago de los cisnes (1953), un curtmetratge de poc menys de mitja hora que es va convertir en la primera pel·lícula espanyola en relleu i color. Sembla que més endavant també es van realitzar altres curtmetratges seguint el procés de Cinefotocolor, com és el cas d'un documental sobre les illes Canàries que cita el mateix Aragonés. No s'han trobat, tanmateix, cap registre d'aquest ni d'altres exemples.
El Cinefotoclor es va anar desenvolupant durant gairebé deu anys, arribant a convertint-se en un competidor de sistemes com el Technicolor i el GevaColor. Cap al 1954, no obstant, Daniel Aragonés va concloure que no podria arribar a competir amb l'EastmanColor de la Kodak, que anava progressivament imposant-se arreu del món. Així doncs, com que els seus laboratoris estaven ja preparats per a treballar amb el nou procediment de color, va decidir abandonar el seu sistema.

## El Cinefotocolor i els altres procediments de color
A principis dels anys 20 es va començar a utilitzar la síntesi substractiva, basada en la superposició de pigments en una superfície transparent, com a sistema de color en algunes cintes. Aquest sistema, però, comptava amb una gran dificultat: aconseguir, a partir de tres negatius diferents (un per cada color) una còpia en un sol suport transparent. Als inicis, es va experimentar tirant una còpia dels negatius, revelant-los i virant la imatge aconseguida en blanc i negre al color corresponent, aprofitant que el procediment de viratge o substitució de la plata ennegrida per un pigment de color estaven molt avançats. Així, s'emulsionava la imatge de nou i es repetia el procediment tantes vegades com a negatius. El procés, com era d'esperar, era lent i car. Tanmateix, es va trobar una solució, el bi-pack, que consistia a emulsionar, per viratge una cara magenta i l'altre blau, amb la qual cosa s'aconseguia un color bastant acceptable. Aquest era el principi del Cinecolor, el Technicolor primitiu i també del Cinefotoclor. El 1932, la Technicolor va decidir abandonar aquest sistema per a utilitzar-ne un altre semblant al que s'utilitzava a les arts gràfiques. D'amunt d'una còpia fotogràfica en blanc i negre que reproduïa la banda de so i una imatge molt suau en gris, s'acolorien les còpies per imbibició, convertint així els positius de la selecció de color en una mena de matrius. S'aconseguia, d'aquesta forma, una alta qualitat i una economia del tiratge de còpies.
Amb l'aparició de l'AgfaColor, amb diverses capes d'emulsió sensible, cada una a un color diferent i proveïdes d'un agent colorant del color complementari, es va aconseguir per primera vegada un tipus de pel·lícula en color amb un sol negatiu que no necessitava una selecció de color prèvia. Tot i que quedà paralitzat per la guerra, es va convertir en la base de tots els sistemes posteriors (EastmanColor, AnsColor, Kodachrome etc.), i va fer que desapareguessin els anteriors. El Technicolor, que va resultar el primer afectat, es va deixar d'utilitzar com a procediment de rodatge per passar a usar-se únicament en el tiratge de còpies, a causa de la seva economia i per la possibilitat de modificar la intensitat d'un color sense alterar la de la resta.
El sistema de color en el context en què va sorgir el Cinefotocolor, era, doncs: rodatge o impressió de la imatge per selecció de colors, utilitzant màquines de presa de vistes especials i amb diferents negatius (quatre per al Technicolor: gris, groc, magenta i cian, i dos per als procediments derivats del bi-pack: magenta i cian, amb més tonalitat blava); i sistema de tiratge de còpies per imbibició (Technicolor) o fotogràfiques en blanc i negre virat per altres procediments. D'avant d'aquesta situació, l'originalitat del sistema que Aragonés va crear es basava en dos elements: la màquina de presa de vistes i la manera en què es feia el tiratge de còpies. Pel que fa a la màquina de presa, als primers anys es va adaptar una càmera Debrie normal perquè funcionés a 48 imatges per segon (el doble de la velocitat normal d'una màquina de presa de vistes). S'hi va adaptar, a més, un disc giratori, semblant a un obturador amb un filtre blau en la meitat del disc i un altre de vermell a l'altra meitat, que alternativament aconseguia en el rodatge un fotograma amb selecció de color blau i un fotograma amb selecció de color vermell, en un sol negatiu de doble longitud que en un negatiu normal de blanc i negre. El tiratge de les còpies es realitzava en una positivadora òptica, en què els fotogrames del negatiu es desplaçaven alternativament. A la còpia s'impressionaven només els fotogrames de la mateixa selecció de color. Aquest procediment de rodatge tenia, tanmateix, un inconvenient: en la presa de vistes de moviments molt ràpids, en no correspondre exactament la mateixa imatge en el fotograma blau que en el vermell es produïa, en sobreposar-los, una sensació desagradable (fillage) que es va aconseguir eliminar substituint el sistema de màquina de presa per un altre consistent en una sola càmera amb un únic objectiu i un prisma que doblava la imatge i es podia fotografiar alhora en dos negatius, que es desplaçaven sincrònicament mitjançant un doble mecanisme de translació dins la càmera. A partir d'aquests dos negatius es podien obtenir les còpies amb qualsevol positivadora. La pel·lícula utilitzada per a les còpies de Cinefotocolor era senzillament en blanc i negre i amb una sola emulsió sensible suficientment gruixuda per impressionar tan sols el 50 % amb el negatiu de selecció cian-blau (amb el qual tirava també la banda del so), revelar-la i virar-la en cian-blau i, més tard, abans de fixar la imatge, tirar per transparència a través del suport el negatiu de selecció magenta, revelar i virar de nou i fixar-ho tot. D'aquesta senzilla, d'aquesta manera s'aconseguia, utilitzant qualsevol pel·lícula en blanc i negre del mercat, tirar còpies en color amb gran economia i amb uns resultats bastant correctes. L'avantatge respecte als altres sistemes bi-pack que portaven dues emulsions era que no perdia definició, i que la possibilitat de produir-se ratlles per desgast a les còpies era la mateixa que en les còpies en blanc i negre. L'única imposició que tenia era que la banda de so havia de ser forçosament de densitat fixa i àrea variable.

## Pel·lícules realitzades amb Cinefotocolor
- En un Rincón de España (1948), dir. Jerónimo Mihura
- Rumbo (1949) dir. Ramón Torrado
- Un soltero difícil (1949), dir. Manuel Tamayo
- Erase una vez... La Cenicienta (1950), dir. artístic Alexandre Cirici i Pellicer, dir. d'animació Josep Escobar
- Debla, la Virgen gitana (1950), dir. Ramón Torrado
- Vértigo (1950), dir. Eusebio Fernándes Ardavín
- La nina de la venta (1951), dir. Ramón Torrado
- María Morena (1951), dir. José Marñia Forqué i Pedro Lazaga
- La estrella de Sierra Morena (1952), dir. Ramón Torrado
- La hermana de San Sulpicio (1952), dir. Luis Lucia
- Duende y misterio del flamenco (1952), dir. Edgar Neville
- Doña Francisquina (1952), dir. Ladislao Vajda
- Muchachas de Bagdad (Babes in Bagdag) (1952), dir. Edgar G. Ulmer i Jerónimo Mihura
- Bronce y luna (1952), dir. Xavier Setó
- El seductor de Granada (1953), dir. Lucas Demare i José Santugini
- El duende de Jerez (1953), dir. Daniel Mangrané
- El lago de los cisnes (1953), dir. Francesc Rovira i Beleta
- Todo és possible en Granada (1953-1954), dir. José Luis Sáenz de Heredia
- Tres eran tres (1954), dir. Eduardo Garcia Maroto